# Jack and the Beanstalk (videogioco)
Jack and the Beanstalk è un videogioco tratto dal racconto Jack e la pianta di fagioli, pubblicato nel 1984-1985 per Amstrad CPC, Commodore 64 e ZX Spectrum dalla britannica Thor. Ricevette giudizi variabili dalle riviste di settore, che spesso lo descrissero come piuttosto difficile.
Ebbe due seguiti pubblicati a breve distanza, ma solo per Commodore e Spectrum, Giant's Revenge e The House Jack Built.

## Modalità di gioco
Il giocatore controlla Jack attraverso cinque livelli a piattaforme a schermata fissa, con sfondi differenti, che rappresentano il racconto dall'arrampicata sulla pianta di fagioli in poi. Nel primo livello Jack risale la base della pianta, poi scala un muro del castello, libera l'oca dalle uova d'oro da una gabbia, si arrampica sul gigante addormentato, e infine ritorna alla prima schermata per ridiscendere la pianta e abbatterla con un'accetta, facendo precipitare il gigante.
In ogni livello è necessario raccogliere un certo oggetto e seguire un certo percorso per poter passare al successivo. Bisogna scoprire con precisione come va affrontato il livello; le piattaforme e i punti di passaggio spesso non sono direttamente evidenti ma fanno parte dell'immagine colorata di fondo.
Si può perdere una vita precipitando o toccando uno dei nemici, che sono ragni, uccelli e altri animali che si muovono con varie modalità seguendo schemi predefiniti.
Jack può camminare in orizzontale e quando possibile in verticale, saltare lateralmente e sparare in orizzontale. Colpire i nemici li elimina definitivamente solo su Amstrad, mentre nelle altre versioni ricompaiono subito nel proprio punto di partenza.
La versione Spectrum supporta la periferica di sintesi vocale Currah μSpeech, mentre la versione Commodore ha musiche di Fred Gray.